# ليليان ماي ميلر
ليليان ماي ميلر (بالإنجليزية: Lilian May Miller)‏ هي رسامة أمريكية، ولدت في 20 يوليو 1895 في طوكيو في اليابان، وتوفيت في 11 يناير 1943 في سان فرانسيسكو في الولايات المتحدة.